# Kanton Saint-André-les-Alpes
Saint-André-les-Alpes is een voormalig kanton van het Franse departement Alpes-de-Haute-Provence. Het kanton maakte deel uit van het arrondissement Castellane. Alle gemeenten werden toegevoegd aan het kanton Castellane.

## Gemeenten
Het kanton Saint-André-les-Alpes omvatte de volgende gemeenten:
- Allons
- Angles
- Lambruisse
- Moriez
- La Mure-Argens
- Saint-André-les-Alpes (hoofdplaats)